# Oluf Olsen
Oluf Olsen (* 31. Dezember 1957 in Frederiksberg) ist ein dänischer Curler. 
Sein internationales Debüt hatte Olsen bei der Juniorenweltmeisterschaft 1976 in Aviemore, er blieb aber ohne Medaille. 1978 gewann er bei der EM in Aviemore mit der Bronzemedaille sein bisher einziges Edelmetall. 
Olsen spielte als Third der dänischen Mannschaft bei den XV. Olympischen Winterspielen 1988 in Calgary im Curling. Die Mannschaft von Skip Gert Larsen belegte den sechsten Platz.

## Erfolge
- 3. Platz Europameisterschaft 1978